# Gnamptoloma subochrea
Gnamptoloma subochrea är en fjärilsart som beskrevs av Butler 1887. Gnamptoloma subochrea ingår i släktet Gnamptoloma och familjen mätare. Inga underarter finns listade i Catalogue of Life.